# Deutsche Cadre-47/2-Meisterschaft 2023/24

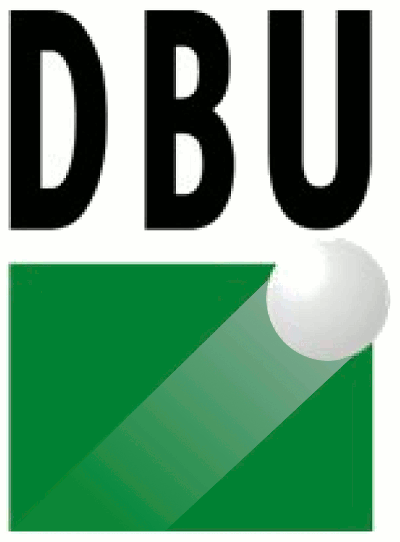
Verbandslogo: DBU

Veranstaltungsort: Herten

Die Deutsche Cadre-47/2-Meisterschaft 2023/24 ist eine Billard-Turnierserie und fand vom 30. bis zum 31. Mai 2024 in Herten zum 90. Mal statt.

## Modus
Gespielt wurde im Round-Robin-Modus bis 200 Punkte oder 15 Aufnahmen.
Die Endplatzierung ergab sich aus folgenden Kriterien:
1. Matchpunkte

1. Generaldurchschnitt (GD)
2. Bester Einzeldurchschnitt (BED)
3. Höchstserie (HS)

## Teilnehmer (nach Ausgangsklassement)

Ausrichter: GT Buer

1. Sven Daske (SCB Langendamm), Titelverteidiger
2. Markus Melerski (BC Hilden) (GD 22,76)
3. Arnd Riedel (BG Hamburg) (GD 21,42)
4. Andre Riethausen (BSC Merzenich) (GD 21,25)
5. Michael Woidowski (Bfr. Sterkrade) (GD 15,54)
6. Christian Pöther (ABC Merklinde) (GD 12,65)

## Turnierverlauf
| Name              | MP  | Pkte | Aufn. | ED    | HS |
| ----------------- | --- | ---- | ----- | ----- | -- |
| 1. Spielrunde     |     |      |       |       |    |
| Sven Daske        | 2:0 | 200  | 7     | 28,57 | 88 |
| Christian Pöther  | 0:2 | 197  | 7     | 28,14 | 75 |
| Markus Melerski   | 2:0 | 200  | 8     | 25,00 | 94 |
| Michael Woidowski | 0:2 | 62   | 8     | 7,75  | 26 |
| Arnd Riedel       | 2:0 | 200  | 9     | 22,22 | 77 |
| Andre Riethausen  | 0:2 | 57   | 9     | 6,33  | 18 |

| Name              | MP  | Pkte | Aufn. | ED     | HS  |
| ----------------- | --- | ---- | ----- | ------ | --- |
| 2. Spielrunde     |     |      |       |        |     |
| Sven Daske        | 2:0 | 200  | 5     | 40,00  | 135 |
| Michael Woidowski | 0:2 | 67   | 5     | 13,40  | 31  |
| Markus Melerski   | 2:0 | 200  | 2     | 100,00 | 163 |
| Andre Riethausen  | 0:2 | 15   | 2     | 7,50   | 15  |
| Arnd Riedel       | 2:0 | 100  | 15    | 6,66   | 36  |
| Christian Pöther  | 0:2 | 67   | 15    | 4,46   | 25  |

| Name              | MP  | Pkte | Aufn. | ED     | HS  |
| ----------------- | --- | ---- | ----- | ------ | --- |
| 3. Spielrunde     |     |      |       |        |     |
| Sven Daske        | 2:0 | 200  | 2     | 100,00 | 188 |
| Arnd Riedel       | 0:2 | 22   | 2     | 11,00  | 18  |
| Markus Melerski   | 0:2 | 177  | 9     | 19,66  | 80  |
| Christian Pöther  | 2:0 | 200  | 9     | 22,22  | 81  |
| Andre Riethausen  | 0:2 | 43   | 15    | 2,87   | 14  |
| Michael Woidowski | 2:0 | 169  | 15    | 11,26  | 51  |

| Name              | MP  | Pkte | Aufn. | ED    | HS  |
| ----------------- | --- | ---- | ----- | ----- | --- |
| 4. Spielrunde     |     |      |       |       |     |
| Sven Daske        | 2:0 | 200  | 6     | 33,33 | 143 |
| Andre Riethausen  | 0:2 | 43   | 6     | 7,16  | 21  |
| Markus Melerski   | 0:2 | 118  | 10    | 11,80 | 57  |
| Arnd Riedel       | 2:0 | 200  | 10    | 20,00 | 70  |
| Michael Woidowski | 2:0 | 200  | 10    | 20,00 | 68  |
| Christian Pöther  | 0:2 | 51   | 10    | 5,10  | 37  |

| Name              | MP  | Pkte | Aufn. | ED    | HS  |
| ----------------- | --- | ---- | ----- | ----- | --- |
| 5. Spielrunde     |     |      |       |       |     |
| Sven Daske        | 2:0 | 200  | 4     | 50,00 | 161 |
| Markus Melerski   | 0:2 | 108  | 4     | 27,00 | 90  |
| Arnd Riedel       | 2:0 | 200  | 12    | 16,66 | 60  |
| Michael Woidowski | 0:2 | 108  | 12    | 9,00  | 47  |
| Andre Riethausen  | 0:2 | 164  | 15    | 10,93 | 59  |
| Christian Pöther  | 2:0 | 194  | 15    | 12,93 | 80  |

## Abschlusstabelle
| MP    | Match Points (Sieger = 2; Unentschieden = 1; Verlierer = 0) |
| Pkte. | Erzielte Karambolagen                                       |
| Aufn. | Benötigte Versuche                                          |
| GD    | Generaldurchschnitt                                         |
| BED   | Bester Einzeldurchschnitt eines Spielers                    |
| HS    | Höchstserie                                                 |
|       | Bester GD des Turniers                                      |
|       | Bester ED des Turniers                                      |
|       | Beste HS des Turniers                                       |
|       | 1. Platz (Gold)                                             |
|       | 2. Platz (Silber)                                           |
|       | 3. Platz (Bronze)                                           |

| Klassement                 | Klassement        | Klassement | Klassement | Klassement | Klassement | Klassement | Klassement |
| Platz                      | Name              | MP         | Pkte.      | Aufn.      | GD         | BED        | HS         |
| -------------------------- | ----------------- | ---------- | ---------- | ---------- | ---------- | ---------- | ---------- |
| 1                          | Sven Daske        | 10:0       | 1000       | 24         | 41,66      | 100,00     | 188        |
| 2                          | Arnd Riedel       | 8:2        | 722        | 48         | 15,04      | 20,00      | 77         |
| 3                          | Markus Melerski   | 4:6        | 803        | 33         | 24,33      | 100,00     | 163        |
| 4                          | Christian Pöther  | 2:8        | 709        | 56         | 12,66      | 12,93      | 81         |
| 5                          | Michael Woidowski | 2:8        | 606        | 50         | 12,12      | 20,00      | 68         |
| 6                          | Andre Riethausen  | 0:10       | 322        | 47         | 6,85       | –          | 59         |
| Turnierdurchschnitt: 16,13 |                   |            |            |            |            |            |            |